# Caesar (Fotograf)

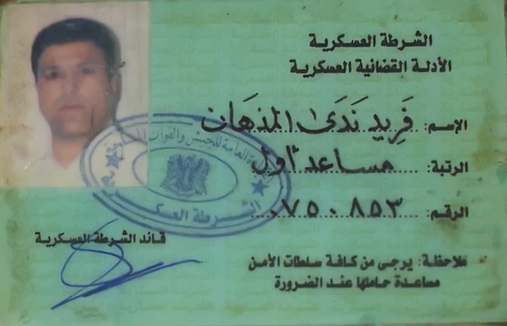
Militärpass von Farid al-Madhan

Caesar ist der Deckname eines bis zum Sturz des Assad-Regimes im Dezember 2024 öffentlich nicht bekannten syrischen Fotografen, der Bilder veröffentlichte, die die Menschenrechtsverletzungen der syrischen Regierung im Rahmen des Bürgerkriegs belegen. Im Februar 2025 gab er sich als Farid al-Madhan (* Daraa, Syrien), den ehemaligen Leiter der Abteilung für forensische Beweise der Militärpolizei zu erkennen.

## Tätigkeit
Caesar arbeitete als Militärfotograf beim syrischen Militär; bis 2011 fotografierte er Unfälle von Soldaten, danach im Bürgerkrieg bis 2013 Leichen von Demonstranten und Oppositionellen. Es wurde ihm klar, dass es sich auch um ermordete Zivilisten handelte. Über seinen Bekannten Sami nahm Caesar Kontakt zur französischen Journalistin Garance Le Caisne auf, der er seine aus seinem Büro geschmuggelten Fotos zukommen ließ. Unterstützung bekam er dabei von Freunden, die als Gruppe Caesar bezeichnet werden. Le Caisne veröffentlichte die Fotos, nachdem Caesar 2013 die Flucht gelungen war und er und seine Familie sich nicht mehr in Syrien befanden.
Caesar konnte etwa 50.000 Bilder ins Ausland bringen, etwa 28.000 davon zeigen misshandelte und ermordete Häftlinge in syrischen Gefängnissen. Ein Teil davon wurde 2015 im Hauptquartier der Vereinten Nationen in New York City ausgestellt. In Deutschland wurden im September 2017 einige Fotos in Nürnberg in der Kreis-Galerie an der Straße der Menschenrechte öffentlich gezeigt.
Seit seiner Flucht lebt Caesar in Europa. Der syrischen Regierung war seine tatsächliche Identität vermutlich bekannt, da es nur eine begrenzte Zahl von Militärfotografen in ihren Truppen gab.
Im Juni 2018 erließ der deutsche Bundesgerichtshof einen Haftbefehl gegen den Chef des syrischen Luftwaffengeheimdienstes, Jamil Hassan. Dabei dienten die von Caesar gemachten Fotos als Beweismittel.
Caesars Bilder dienten als Beweismittel im weltweit ersten Prozess („Al-Khatib-Prozess“) gegen zwei mutmaßliche Täter, darunter Anwar Raslan (ehemaliger Funktionär des Allgemeinen Geheimdienstdirektorats) unter dem Regime von Baschar al-Assad, der am 23. April 2020 am Oberlandesgericht Koblenz begann. Den zwei angeklagten Ex-Geheimdienstmitarbeitern wird vorgeworfen, dass unter ihrer Verantwortung Mord und Folter geschehen sind. Auch die französische Staatsanwaltschaft hatte mit Ermittlungen begonnen, angestoßen durch die Veröffentlichung der Bilder. Beim Prozess in Koblenz wurde einer der Angeklagten zu lebenslanger Haft verurteilt.
Am 6. Februar 2025, knapp zwei Monate nach dem Sturz des Assad-Regimes, enthüllte er bei einem Interview mit dem Sender Al Jazeera seine Identität. Demnach heißt er Farid al-Madhan und war Leiter der Abteilung für forensische Beweise bei der Militärpolizei in Damaskus. Nach eigenen Angaben hat er mit der Quittierung seines Dienstes und der Flucht aus Syrien abgewartet, um eine größtmögliche Anzahl an Bildern sammeln zu können, die die Verbrechen des syrischen Regimes belegen. Den USB-Stick mit den Fotos habe er dabei manchmal in seinen Socken oder in einem Laib Brot versteckt.

## Sonstiges
Nach dem Fotografen ist der Caesar Syria Civilian Protection Act der USA benannt, welcher am 17. Juni 2020 (als Teil eines anderen Gesetzes) in Kraft getreten ist. Darin werden Sanktionen gegen Nicht-US-Bürger angedroht, welche mit dem syrischen Staat zusammenarbeiten, solange der nicht den ebenfalls genannten Forderungen nachkommt, welche die Zivilbevölkerung schützen sollen.

## Auszeichnungen
- Internationaler Nürnberger Menschenrechtspreis für die „Gruppe Caesar“ 2017